# Vistrorio
Vistrorio (piemontesisch Vistror) ist eine italienische Gemeinde in der italienischen Metropolitanstadt Turin (TO), Region Piemont.

## Lage und Einwohner
Vistrorio liegt 50 km nördlich von Turin. Das Gemeindegebiet umfasst eine Fläche von 4,68 km² und hat 530 Einwohner (Stand 31. Dezember 2023). 
Die Nachbargemeinden sind Alice Superiore, Rueglio, Issiglio, Castelnuovo Nigra, Vidracco, Quagliuzzo, Strambinello und Baldissero Canavese.

## Geschichte

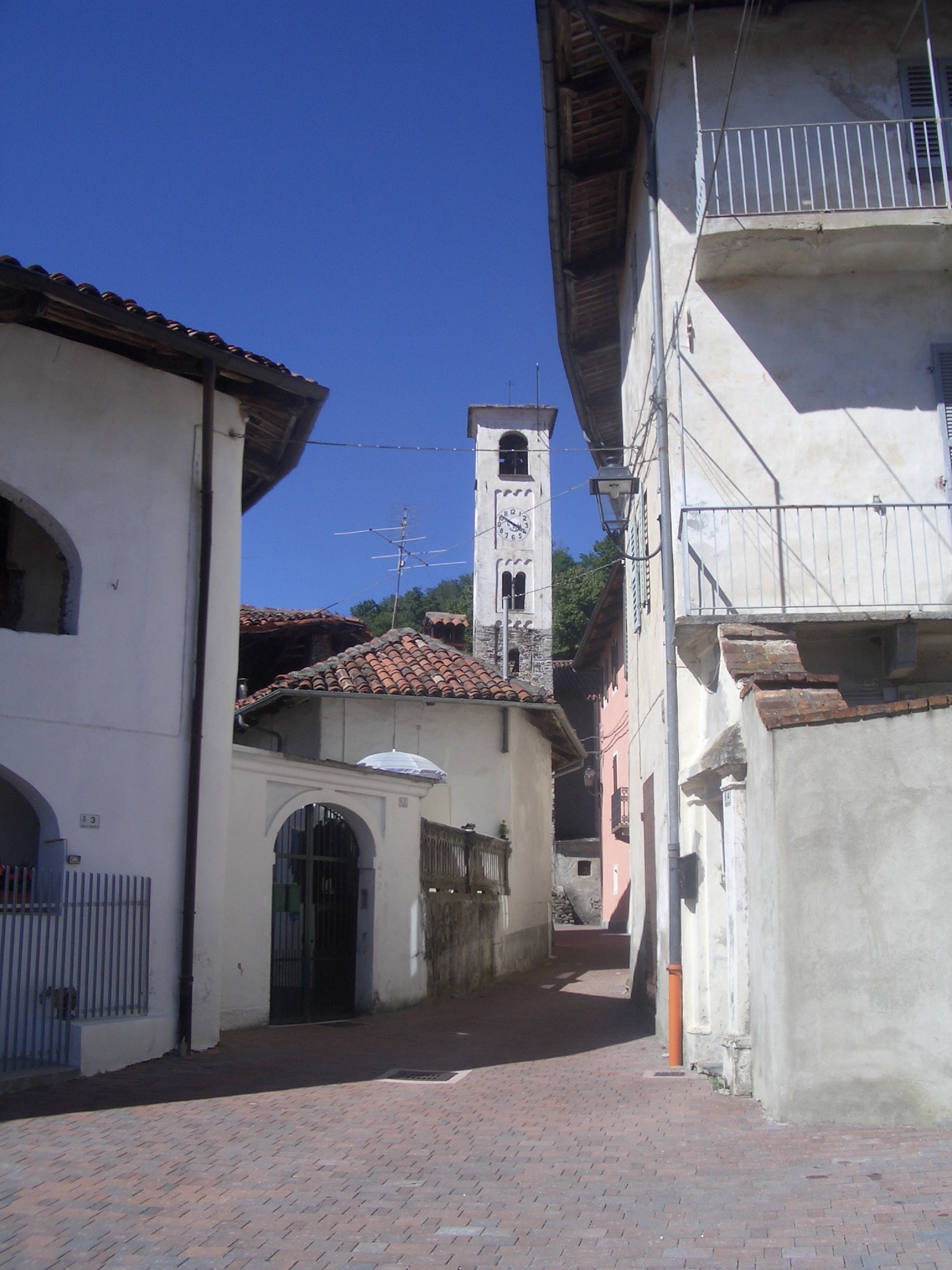
Kirche San Bartolomeo

Die ältesten Zeugnisse aus dem 13. Jahrhundert berichten von Vico Suteriorio und später von Visuterior, einer Form, die der heutigen noch näher kommt. Der Wert des Ortsnamens ist „village di sotto“, bezogen auf die Lage der Siedlung. Als Lehen der Grafen von San Martino nahm es am Tuchinaggio, dem Volksaufstand des 14. Jahrhunderts, teil, der das gesamte Canavese-Gebiet betraf und der Stadt großen Schaden zufügte. Damit folgte es dem Schicksal der anderen Dörfer der Gegend. Nach der Zerstörung durch die Kämpfe zwischen Welfen und Ghibellinen erlangten sie unter der Herrschaft des Hauses Savoyen wieder eine gewisse politische Ruhe. 
Unter den lokalen Persönlichkeiten ist Alessandro Favero zu erwähnen, der in den ersten Jahrzehnten des 20. Jahrhunderts die katholische pazifistische Bewegung in Turin förderte. Zum historisch-architektonischen Erbe gehört die Pfarrkirche San Bartolomeo, die im 14. Jahrhundert erbaut, aber zwischen dem 17. und 19. Jahrhundert komplett renoviert wurde, und die Kapelle San Rocco, die im 18. Jahrhundert anstelle eines bereits bestehenden Gebäudes wieder aufgebaut wurde als Krankenhaus während der Pest von 1630.